# Asperger Straße 43

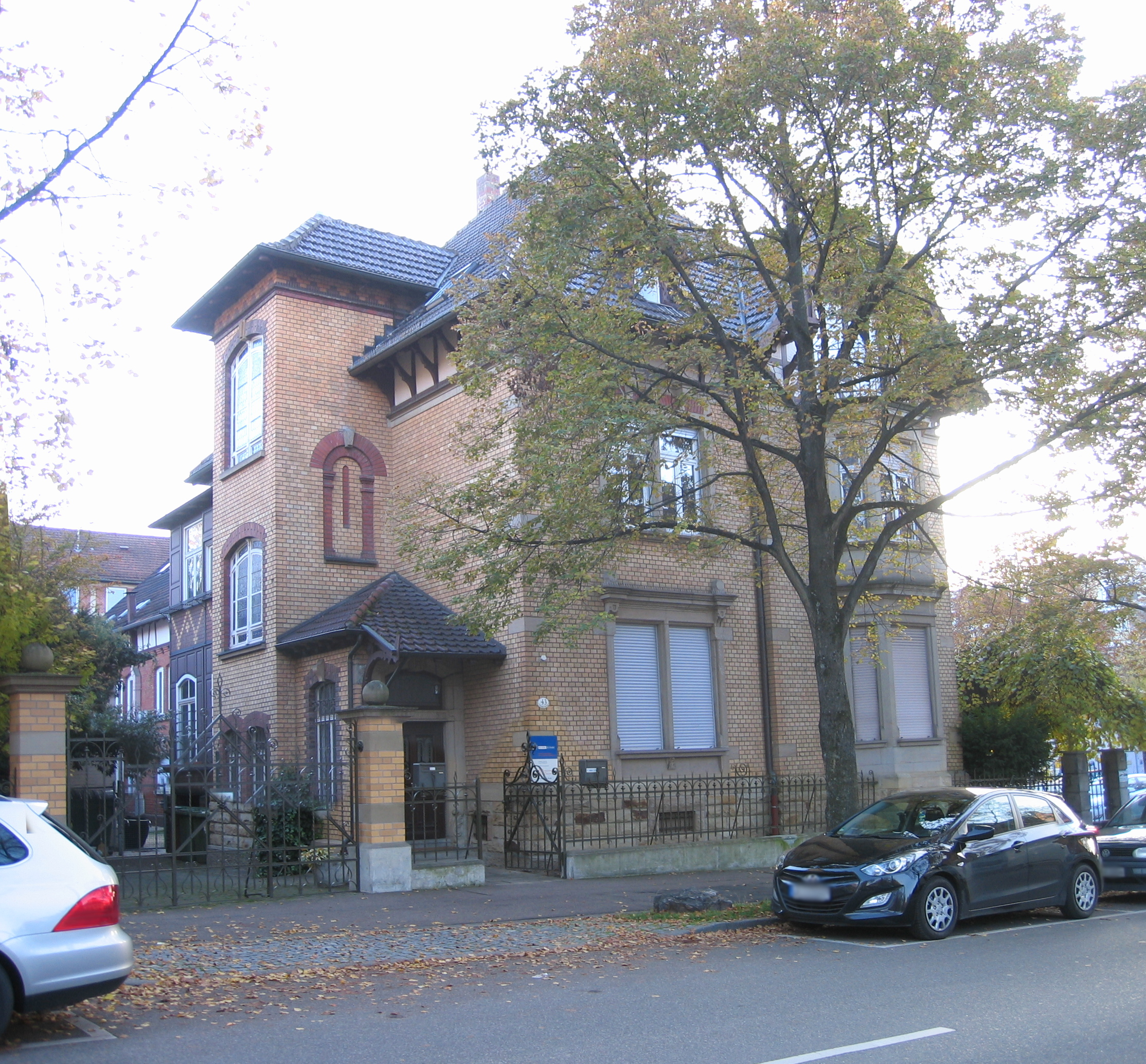
Villa Asperger Straße 43 in Ludwigsburg

Die Villa Asperger Straße 43 in Ludwigsburg wurde 1897 als großbürgerliches Wohnhaus errichtet und steht als Kulturdenkmal unter Denkmalschutz.
Der zweigeschossige Backsteinbau mit dekorativen Werkstein-Gliederungen wurde nach Plänen von Hugo Assenheimer gebaut. Das asymmetrisch gegliederte Haus besitzt einen Kniestock und ein Zwerchhaus in Fachwerkbauweise. Die bauzeitliche Einfriedung mit Gitter und seitlichem Tor ist erhalten.